# Charles Martinelli
Pour les articles homonymes, voir Martinelli.
Charles Martinelli, nom de scène de Charles Émile Louis Alphonse Martinet, est un acteur français né le 10 avril 1882 dans le 5e arrondissement de Paris, ville où il est mort le 11 août 1954 en son domicile dans le 1er arrondissement.

## Biographie
Charles Martinelli était l'époux de la chanteuse d'opéra Germaine Martinelli depuis 1908 et le père du comédien Jean Martinelli.

## Filmographie
- 1921 : Les Trois Mousquetaires de Henri Diamant-Berger : Porthos
- 1923 : Gonzague de Henri Diamant-Berger
- 1923 : Le Mauvais Garçon de Henri Diamant-Berger : le père
- 1923 : Jim Bougne, boxeur d'Henri Diamant-Berger : M. Martinet
- 1923 : L'Affaire de la rue de Lourcine d'Henri Diamant-Berger
- 1923 : Paris qui dort de René Clair : le savant fou
- 1924 : Le Roi de la vitesse de Henri Diamant-Berger : Cecco
- 1924 : Un fil à la patte de Robert Saidreau
- 1926 : La Tournée Farigoule de Marcel Manchez : Farigoule
- 1933 : Don Quichotte, de Georg Wilhelm Pabst : le chef des gendarmes
- 1933 : Tambour battant
- 1938 : Un fichu métier de Pierre-Jean Ducis

## Autres
- Opéra : Panurge (1913) de Jules Massenet : Pantagruel